# Stazione di Morengo-Bariano
La stazione di Morengo-Bariano è una fermata ferroviaria posta sulla linea Milano-Venezia, a servizio dei centri abitati di Morengo e Bariano e posta nel secondo comune.

## Storia

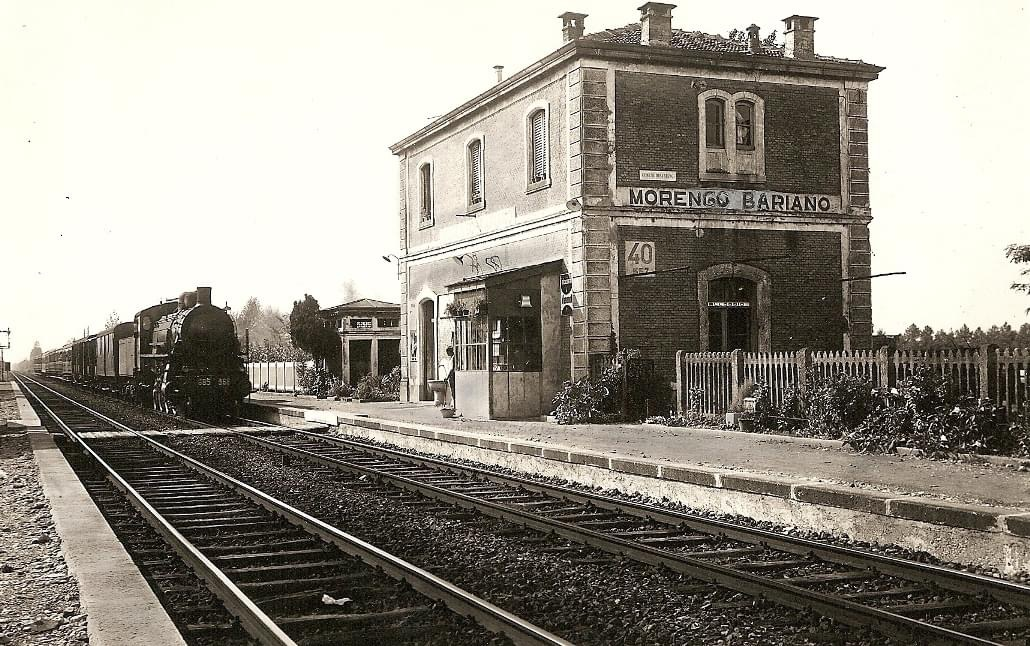
Immagine storica della stazione.

Con la denominazione di Morengo, la stazione fu aperta al servizio pubblico il 5 marzo 1878, assieme al tronco della ferrovia Milano-Venezia che collegava direttamente Treviglio a Rovato.
Fu trasformata in fermata impresenziata il 29 gennaio 2008.

## Movimento
La fermata è servita dai treni regionali della relazione Milano Greco Pirelli-Brescia, eserciti da Trenord e cadenzati a frequenza oraria.